# Bruno von Schuckmann

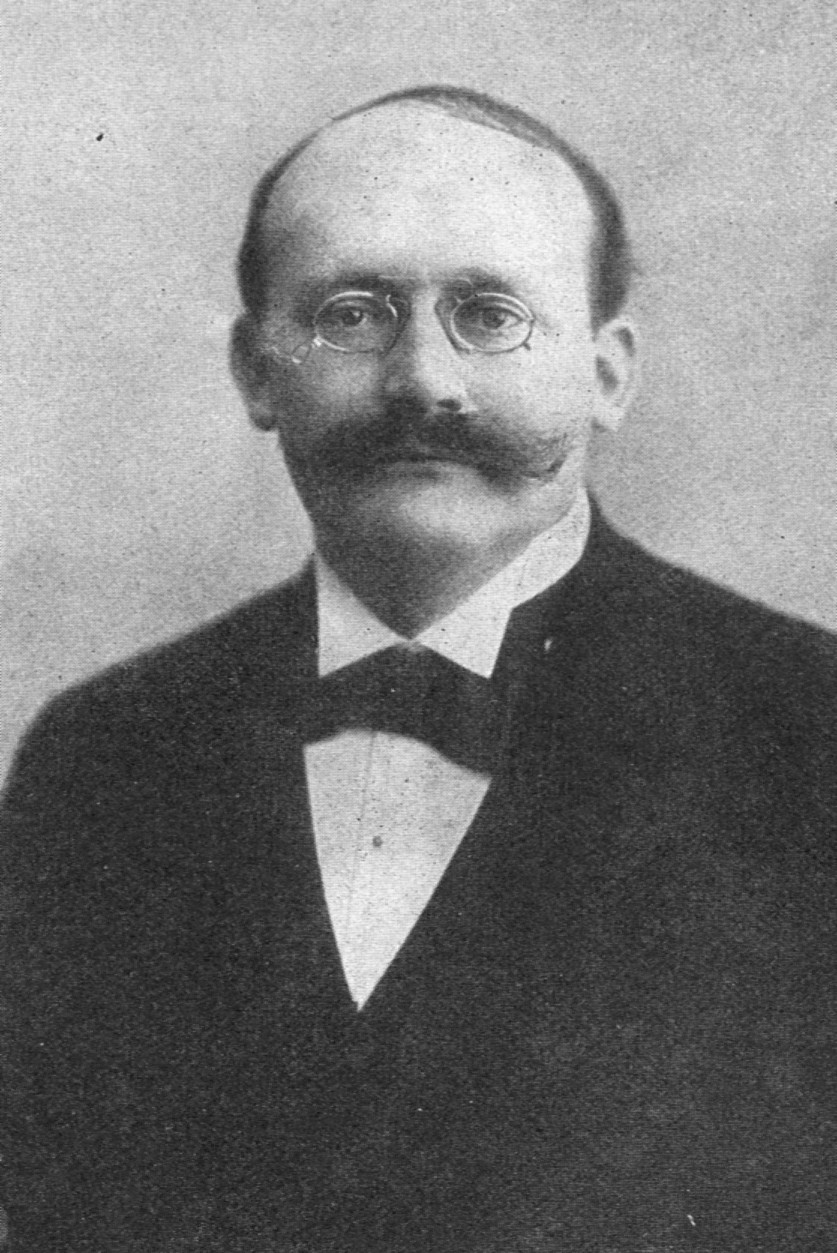
Geheimer Legationsrat Bruno von Schuckmann

Bruno von Schuckmann (* 3. Dezember 1857 in Rohrbeck, Kreis Arnswalde; † 6. Juni 1919 in Stettin) war ein deutscher Jurist, kaiserlicher Gouverneur von Deutsch-Südwestafrika und Mitglied des Preußischen Abgeordnetenhauses.

## Leben
Als Sohn des neumärkischen Gutsbesitzers Otto von Schuckmann (1824–1902) und der aus Mecklenburg stammenden Gutsherrntochter Elisabeth von Behr-Behrenhoff (1831–1895) besuchte Schuckmann die Schule in Landsberg an der Warthe (Gymnasium), Putbus auf Rügen (Pädagogium) und Friedland (Mecklenburg). Er begann an der Ruprecht-Karls-Universität Heidelberg Rechtswissenschaft zu studieren und wurde 1877 im Corps Saxo-Borussia Heidelberg aktiv. Als Inaktiver wechselte er an die Universität Leipzig und die Schlesische Friedrich-Wilhelms-Universität Breslau. Nach dem Examen war er Gerichtsreferendar in Arnswalde und Landsberg. 1885 bestand er am Kammergericht die Assessorprüfung. Er wurde zunächst bei der Staatsanwaltschaft des Landgerichts II in Berlin tätig. Er wechselte 1886 in das Auswärtige Amt (politische Abteilung) und wurde zur Preußischen Gesandtschaft in Hamburg beordert. 1888 ernannte man ihn zum Vizekonsul in Chicago.

### Kolonialdienst und Abgeordnetenmandat
Im April 1890 wechselte Schuckmann als „Hilfsarbeiter“ (d. h. etwa: wissenschaftlicher Assistent) in die Kolonialabteilung des Auswärtigen Amtes, wo er im Mai 1891 zum Legationsrat befördert wurde. Bereits im Juli 1891 wurde er zur Vertretung von Gouverneur Eugen von Zimmerer nach Kamerun entsandt und nahm dort an der Expedition von Karl von Gravenreuth nach Buea teil. Ende Januar 1892 nach Berlin zurückgekehrt, wurde er im April 1895 Wirklicher Legationsrat und Vortragender Rat und im Oktober 1895 deutscher Generalkonsul in Kapstadt. Bei einer Rinderpest konnte er 1896 Robert Koch ans Kap holen. Koch fand Gegenmittel. Wegen der Krüger-Depesche wurde Schuckmann im April 1899 abberufen.
Wieder in Berlin wurde Schuckmann im Dezember 1899 Geheimer Legationsrat. Am 17. Dezember 1901 trat er in den einstweiligen Ruhestand. Von 1904 bis 1907 gehörte er für die Konservative Partei dem preußischen Abgeordnetenhaus an. Am 21. Mai 1907 wurde er wieder in den Reichsdienst gerufen und ab Juli 1907 zum Gouverneur von Deutsch-Südwestafrika ernannt. Diese Funktion füllte er bis Juni 1910 aus, legte sein Amt aber schließlich wegen der Diamantenpolitik der Regierung nieder. Im Nordosten der Kolonie wurde nach ihm der Ort Schuckmannsburg (seit 2013 Luhonono) am Sambesi (Caprivizipfel) benannt.
Zwischen 1911 und 1918 war Schuckmann wieder Abgeordneter im Preußischen Abgeordnetenhaus. 1911 erwarb er das Forstgut Fischerheide im Kreis Arnswalde. 1914 bis 1919 war er Deputierter der Kur- und Neumärkischen Ritterschafts-Direktion und auf Wahl für sechs Jahre Hauptritterschaftsdirektor am Kur- und Neumärkischen Ritterschaftlichen Kreditinstitut mit Sitz in Berlin.

### Familie
Bruno von Schuckmann heiratete 1887 in Hamburg die Tochter der Wilhelmine von Heyden-Cartlow und des Generalleutnants a. D. Clemens von Radowitz, Marita (1864–1943). Das Ehepaar hatte die Töchter Ottonie, Maria-Elisabeth und Barbara. Erbe wurde der Sohn Siegfried von Schuckmann, Major, liiert mit Bernhardine von der Marwitz-Cölpin, vier Kinder. Bruno von Schuckmann hatte drei Geschwister, Elisabeth und Emmy, sowie den Bruder Otto (1875–1943), der zuletzt Oberstleutnant war und bis 1935 das Forstgut Rüggen innehatte.

### Erster Weltkrieg
Am Ersten Weltkrieg nahm er trotz seines Alters als Freiwilliger im 3. Garde-Ulanen-Regiment der Garde-Kavallerie-Division zunächst als Vizewachtmeister, später als Leutnant der Reserve teil. Zeitweilig amtierte er als Vorsitzender des Wirtschaftsausschusses der Etappen-Inspektion Gent. Ab Juni 1915 wurde er wieder militärisch verwendet, ab März 1916 als Kompanieführer. Schuckmann erlag einer Krankheit, die er sich im Frühjahr 1917 im Felde zugezogen hatte.